# Casearia vareca
Casearia vareca är en videväxtart som beskrevs av William Roxburgh. Casearia vareca ingår i släktet Casearia och familjen videväxter. Inga underarter finns listade i Catalogue of Life.